# Leptoderma macrophthalmum
Leptoderma macrophthalmum är en fiskart som beskrevs av Byrkjedal, Poulsen och Galbraith 2011. Leptoderma macrophthalmum ingår i släktet Leptoderma och familjen Alepocephalidae. Inga underarter finns listade i Catalogue of Life.